# Vodiane (raïon de Pokrovsk)
Pour les articles homonymes, voir Vodiane.
Vodiane (ukrainien : Водяне) ou Vodianoïe (russe : Водяное) est un village du raïon de Pokrovsk situé dans l'oblast de Donetsk, en Ukraine. En 2001, la population de cette commune rurale s’élève à 319 habitants.

## Géographie
Vodyane se situe dans l’oblast de Donetsk, à quelques kilomètres au nord-ouest de la capitale éponyme.

## Histoire
Le 5 avril 2024 le ministère de la défense russe annonce la prise de ce village.